# Agrostis obtusissima
Agrostis obtusissima é uma espécie de planta com flor pertencente à família Poaceae. 
A autoridade científica da espécie é Hack., tendo sido publicada em Oesterreichische Botanische Zeitschrift 52 (3): 107. 1902.

## Portugal
Trata-se de uma espécie presente no território português, nomeadamente no Arquipélago da Madeira.
Em termos de naturalidade é endémica da região atrás referida.

## Protecção
Não se encontra protegida por legislação portuguesa ou da Comunidade Europeia.